# Mitrella scripta
Mitrella scripta, tên tiếng Anh: music, là một loài ốc biển, là động vật thân mềm chân bụng sống ở biển trong họ Columbellidae.

## Miêu tả
Loài này có vỏ dài 18 mm

## Phân bố
Loài này phân bố ở vùng biển Châu Âu (Tây Ban Nha, Bồ Đào Nha, Madeira), Địa Trung Hải và ở Ấn Độ Dương dọc theo Tanzania.